# Centromer

Lokalizacja centromeru (2) w chromosomie

Centromer (gr. kéntron) – przewężenie chromosomu, dzielące go na dwa ramiona. W czasie kariokinezy do centromerów w miejscu zwanym kinetochorem przyłączają się włókna wrzeciona kariokinetycznego. W zależności od położenia centromeru chromosomy dzieli się na kilka klas morfologicznych: metacentryczne (ramiona są prawie równe), submetacentryczne (ramiona są nierówne), akrocentryczne (jedno ramię jest dużo krótsze od drugiego) i telocentryczne (centromer leży na końcu chromosomu). Oprócz centromeru (przewężenia pierwotnego) w niektórych chromosomach występuje także przewężenie wtórne, które odcina trabanta (satelitę). Przewężenie wtórne (NOR) jest organizatorem jąderka.
Sekwencja nukleotydów w DNA centromeru składa się z wielokrotnych powtórzeń par zasad (np. 171 par u człowieka). Jest to tzw. satelitarne DNA (milczące DNA), czyli zbita część chromatyny (heterochromatyna).